# Groupe de NGC 5797
Le groupe de NGC 5797 est un trio de galaxies situé dans la constellation du Bouvier. La distance moyenne entre ce groupe et la Voie lactée est d'environ 61,5 Mpc (∼201 millions d'al). 

## Membres
Le tableau ci-dessous liste les trois galaxies du groupe indiquées dans l'article d'Abraham Mahtessian paru en 1998.
| Nom      | Class.  | Type           | α (J2000.0)   | δ (J2000.0) | Vitesse radiale (km/s) | m    | Distance (Mpc) | Diamètre (kal) |
| -------- | ------- | -------------- | ------------- | ----------- | ---------------------- | ---- | -------------- | -------------- |
| NGC 5794 | SB0-a/R | Lenticulaire   | 14h 55m 53.6s | 49° 43′ 34″ | 4188 ± 2               | 13,5 | 63,2 ± 4,4     | 94             |
| NGC 5797 | S0/a    | Lenticulaire   | 14h 56m 24.0s | 49° 41′ 46″ | 3978 ± 36              | 12,8 | 60,1 ± 4,2     | 84             |
| NGC 5804 | SB(s)b  | Spirale barrée | 14h 57m 06.8s | 49° 40′ 08″ | 4050 ± 7               | 13,1 | 61,2 ± 4,3     | 83             |

Le site DeepskyLog permet de trouver aisément les constellations des galaxies mentionnées dans ce tableau ou si elles ne s'y trouvent pas, l'outil du site constellation permet de le faire à l'aide des coordonnées de la galaxie. Sauf indication contraire, les données proviennent du site NASA/IPAC.